# Christian Dieck
Christian Dieck (* 3. Juli 1982 in Trier) ist ein deutscher Komponist und Lyriker.

## Leben
Seine musikalische Ausbildung begann er zunächst am Klavier und später an der Orgel. Früh begann er, sich intensiv der Lyrik zuzuwenden, mit der er die Verbindung zur Musik sucht. Er schreibt regelmäßige Beiträge für Literaturzeitschriften und Anthologien.
Er studierte Komposition u. a. in der Klasse von Prof. Jan Müller-Wieland an der Hochschule für Musik und Theater München. Weitere Studien folgten u. a. bei Josef Anton Riedl, Frédéric Durieux, Isabel Mundry und Pascal Dusapin.
Er ist Stipendiat der Aribert-Reimann-Stiftung Berlin, lebt und arbeitet in München.

## Werke (Auswahl)
- Trio um K. (2008) für Klarinette, Viola und Violoncello
- Entrückungen (2009) für Klavier und Violoncello
- Threnos für Violoncello solo (2009)
- Konturen (2009) für Violine, Vibraphon und Violoncello
- In Former Times (2009) für großes Orchester
- Für eine Bessere Welt, Bühnenmusik zum gleichnamigen Stück von Roland Schimmelpfennig
- Nachtwärts I (2009) Zyklus nach eigenen Gedichten für Sopran, Akkordeon und Violoncello
- Nachtwärts II (2009) für Klavier
- Resounded Voices (2010) für sieben Trompeten
- Resounded Voices II (2010) für Orgel und Trompete
- Im Schattenlicht (2010). Liederzyklus nach eigenen Gedichten für Alt und Klavier
- Comments (2011) für Ensemble
- Versunken bin ich... Zyklus für Sopran und Gitarre
- Among spaces für Flöte und Klavier
- Back in the mood I für 2 E-Zither, Akkordeon und Tape
- Back in the mood II für Gitarre solo
- Zwischen den Pfaden nach Gedichten von Ernst Toller und Rilke für Bariton, Sprecher und Ensemble (UA A•DEvantgarde-Festival)
- DIS-Connect für Violoncello, Klavier und Schlagzeug